# Luoghi di The Legend of Zelda

La mappa di Hyrule in Ocarina of Time.

In questa voce sono elencati i luoghi principali e ricorrenti della serie di The Legend of Zelda.

## Monte Morte

il Monte Morte in Ocarina of Time 3D.

Il Monte Morte (デスマウンテン?, Desu Maunten) è una montagna vulcanica situata nel nord di Hyrule. È apparso per la prima volta nell'originale The Legend of Zelda ed è apparso nella serie fino a Tears of the Kingdom.
In Ocarina of Time, a causa della sua natura vulcanica, sono frequenti le cadute di massi. È accessibile solo da un membro della Famiglia Reale, o da un estraneo che abbia una lettera scritta sempre dalla Famiglia Reale. Ai suoi piedi si trova il Villaggio Calbarico. Nel Cratere del Monte Morte è presente il Santuario del Fuoco, dove i Goron danno i propri omaggi agli spiriti di fuoco.

### Città dei Goron
La Città dei Goron è il luogo dove vivono i Goron; essa è situata all'interno o ai piedi del Monte Morte.
In Ocarina of Time la città si trova all'interno del monte. Qui vige il loro re, Darunia.
In Breath of The Wild, si trova ai piedi del Monte Morte. Il capo villaggio è un goron anziano di nome Bludo.

## Valle Gerudo

La Valle Gerudo in Ocarina of Time.

In Ocarina of Time risiede ad ovest della Piana di Hyrule ed è divisa da un canyon; in fondo ad essa scorre un fiume, il quale sfocia nel Lago Hylia.

### Fortezza Gerudo
La Fortezza Gerudo, apparsa in Ocarina of Time, è la base operativa delle Gerudo. Esse la presidiano tutto il tempo. La fortezza Gerudo contiene un campo di addestramento nell'utilizzo dell'arco a cavallo.

## Colli Occhiali
I Colli Occhiali (めがね岩?, Megane Iwa) sono un luogo costituito da due grandi formazioni rocciose una accanto all'altra che ricordano un paio di occhiali. In The Legend of Zelda, ospitano il dungeon finale. Di solito sono associati al Monte Morte, ma in Breath of the Wild si trovano nel Canyon Gerudo. Essi appaiono anche in Zelda II: The Adventure of Link, A Link to the Past e A Link Between Worlds.

## Castello di Hyrule

Il Castello di Hyrule in Ocarina of Time.

Il Castello di Hyrule (ハイラル城?, Hairaru-jō) è la dimora della famiglia reale di Hyrule, apparso per la prima volta in A Link to the Past. È un simbolo del potere della monarchia di Hyrule ed è spesso l'obiettivo principale dei nemici di Hyrule, in particolare Ganon. Spesso è un'area centrale che Link visita durante la sua missione.
In Ocarina of Time, Quando Link diventa adulto, il Castello di Hyrule  si trasforma nel Castello di Ganon. Il castello è sempre controllato dalle guardie, che scacciano qualunque sconosciuto vedano.

## Castello di Ganon
Il Castello di Ganon è la fortezza di Ganon, che ha fatto da campo di battaglia tra lui e Link in diversi giochi.

In Ocarina of Time, fluttua sopra un lago di lava, proprio dove risiedeva il Castello di Hyrule. È composto da sei sale, ognuna delle quali riproduce i sei templi di Hyrule. In cima al castello si svolge la prima fase della battaglia tra Link e Ganondorf.

Il Castello di Ganon in Ocarina of Time.

## Santuario del Tempo
Il Santuario del Tempo è il tempio in cui è custodita la Spada Suprema in vari giochi della serie.
In Ocarina of Time offre l'accesso al Sacro Reame. Consente al giocatore di viaggiare nel tempo, tra passato e futuro. In alcuni giochi funge da dungeon.

## Piana di Hyrule

La Piana di Hyrule con, sulla sinistra, la Fattoria Lon Lon in Ocarina of Time 3D.

La Piana di Hyrule è una vasta pianura che ricopre la zona centrale di Hyrule.
In Ocarina of Time, Al centro della Piana di Hyrule si trova il Lon Lon Ranch.

### Fattoria Lon Lon
La Fattoria Lon Lon è un ranch di proprietà di Talon, che vive lì insieme alla figlia Malon, e al suo bracciante, Ingo. Nel ranch c'è un'enorme recinzione di cavalli, tra i quali c'è anche Epona, che diventerà la futura compagna di avventure di Link. La fattoria appare in: Ocarina Of Time, Four Swords Adventure e The Minish Cap.
In Ocarina of Time, Quando Link diventa adulto, Ganondorf si impossessa del ranch e lo cede ad Ingo, sfrattando così Talon. Per salvare la Fattoria Lon Lon, Link deve battere Ingo in una corsa a cavallo con l'aiuto di Epona.
Breath of The Wild contiene molti riferimenti di luoghi dei giochi passati della serie, tra cui la Fattoria Lon Lon. La fattoria è situata nella Piana di Hyrule ed appare in rovina mostrando solamente l'insegna all'entrata.

## Villaggio Calbarico

Il Villaggio Calbarico in Ocarina of Time.

Il Villaggio Calbarico (カカリコ村?, Kakariko-mura) è un villaggio che appare per la prima volta in A Link to the Past e da allora è riapparso in Ocarina of Time, Four Swords Adventures, Twilight Princess, A Link Between Worlds, Breath of the Wild e Tears of the Kingdom. Il villaggio è spesso descritto come una piccola e prospera città originariamente fondata dagli Sheikah.
In Ocarina of Time, il Villaggio Calbarico è anche il luogo in cui gli abitanti di Hyrule si rifugiano dopo l'incursione di Ganondorf. In Twilight Princess, le Bestie Ombra hanno rapito la maggior parte degli abitanti del villaggio, facendo somigliare la città ad una città fantasma. In Breath of the Wild, il villaggio è sopravvissuto alla Grande Calamità ed è abitato dagli Sheikah.

## Lago Hylia

Il Lago Hylia in Ocarina of Time.

Il Lago Hylia (ハイリア湖?, Hairia-ko) è il più grande lago d'acqua dolce di Hyrule. Di solito presenta oggetti da collezione e dungeon ed è spesso il luogo in cui Link incontra membri della razza Zora.
In Ocarina of Time Include il Santuario dell'Acqua, il Laboratorio e un laghetto da pesca. Un tunnel sotterraneo collega il lago alla Villaggio degli Zora, permettendo agli Zora di muoversi velocemente.

## Bosco Perduto
Il Bosco Perduto (迷いの森?, Mayoi no Mori) è una grande foresta incantata che appare in vari giochi, a partire da The Legend of Zelda. È la dimora dei Kokiri, dei Korogu e delle fate, e la sua struttura labirintica guida i viaggiatori in tondo a meno che non prendano il percorso corretto attraverso la foresta. In molti giochi, il Grande Albero Deku e/o la Spada Suprema possono essere trovati in un santuario lì.

Link incontra il Grande Albero Deku in Ocarina of Time.

### Foresta dei Kokiri
La Foresta dei Kokiri è un piccolo villaggio, apparso in Ocarina of Time, situato all'interno dei Bosco Perduto. È abitato dai Kokiri, accompagnati dalle loro fate e protetti dal loro guardiano, il Grande Albero Deku.

## Fiume Zora

Il Fiume Zora in Ocarina of Time.

Il Fiume Zora è un fiume che porta al villaggio Zora.
In Ocarina of Time scorre attraverso il Villaggio degli Zora, Piana di Hyrule, il Mercato del Castello e la Valle Gerudo, prima di confluire nel Lago Hylia. Attraversando la riva è possibile arrivare al Villaggio degli Zora.

### Villaggio degli Zora
Il Villaggio degli Zora è il luogo dove vive il popolo degli Zora.